# 빌마 디지셔

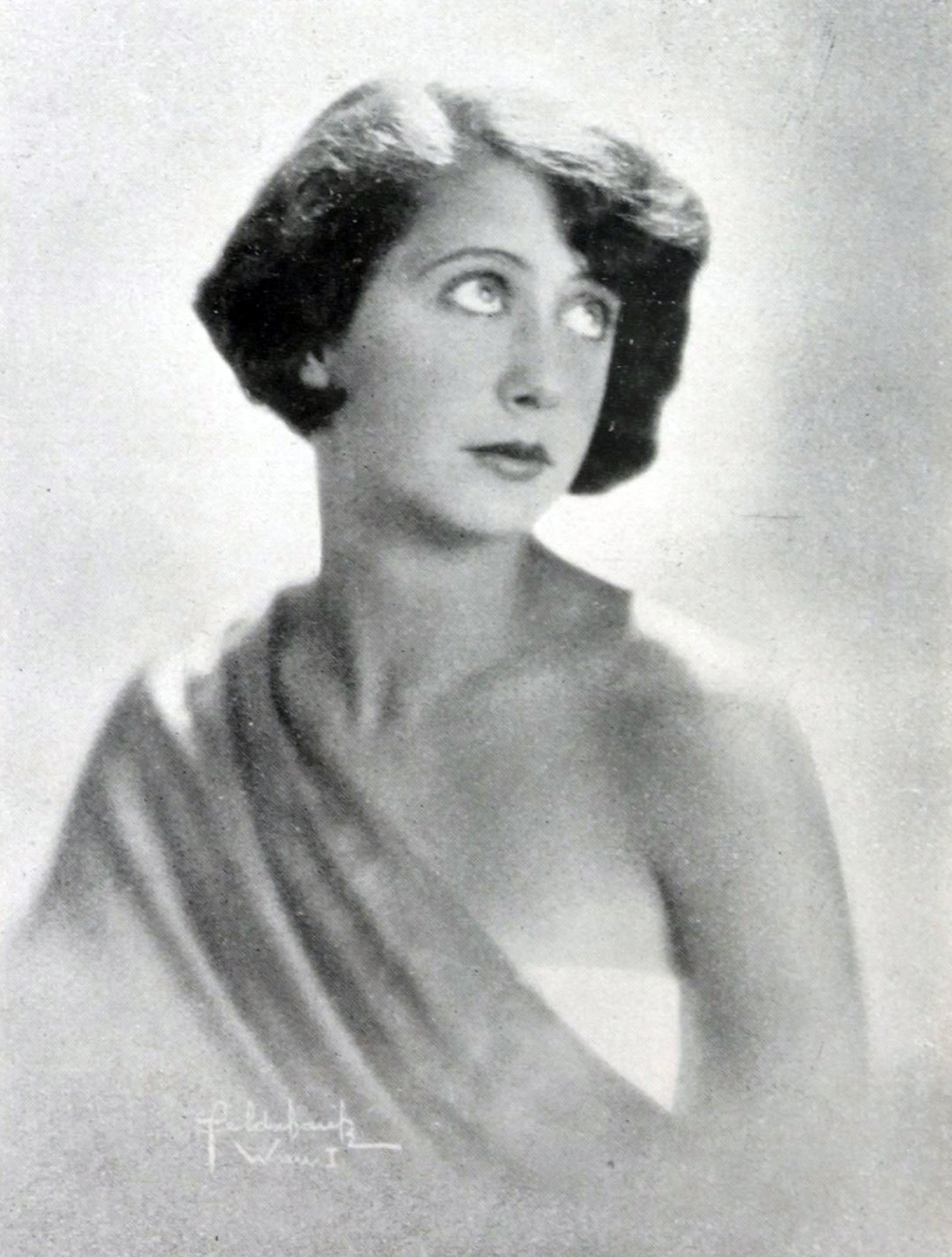

빌마 디지셔(Vilma Degischer, 1911년 11월 17일 ~ 1992년 5월 3일)는 오스트리아의 배우이다.
빈에서 태어났으며 바덴바이빈에서 사망하였다.

## 영화
- 더 카디널 (1963년)
- 시씨 - 3부 (1957년)
- 시씨 - 2부 (1956년)
- 시씨 - 1부 (1955년)
- 디즈니랜드 (1954년) - 마마 스트라우스 역